# THQ
THQ was een Amerikaans bedrijf dat computerspellen ontwikkelde en uitbracht. Het was opgericht in 1989 en is gesloten op 23 januari 2013.

## Beschrijving

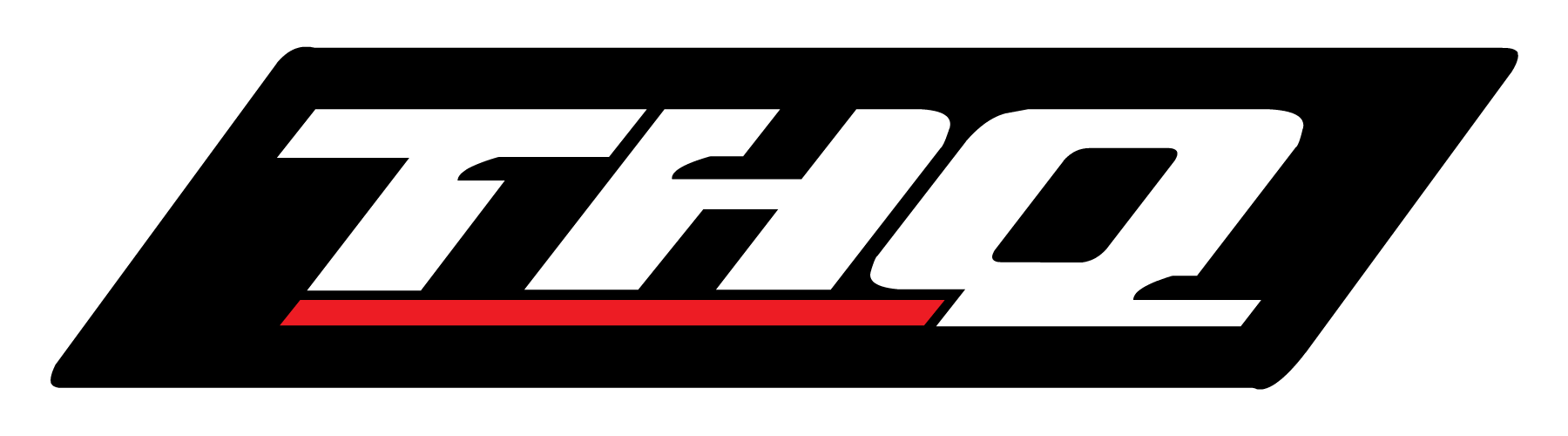
Voormalig logo (2000-2010)

THQ werd oorspronkelijk opgericht in New York in 1989 onder de naam Trinity Acquisition Corporation. In 1991 werd de naam veranderd naar T.HQ, Inc., waarbij THQ een afkorting is voor Toy Head-Quarters. Aanvankelijk richtte men zich op het fabriceren van speelgoed. Vanaf 1994 richtte men zich geheel op het ontwikkelen en publiceren van computerspellen.
Eind 2012 raakte het bedrijf failliet. Het werd hierdoor gedwongen vanaf begin 2013 alle kantoren te sluiten.

## Spellen van THQ
Enkele spellen die door THQ ontwikkeld en/of uitgegeven zijn:
- Avatar
- Barnyard
- Company of Heroes
- Darksiders
- Darksiders II
- Dark Summit
- Frontlines: Fuel of War
- FIFA 2000 (Game Boy Color versie)
- Homefront
- Juiced
- Juiced 2
- Metro 2033
- Red Faction
- Red Faction: Guerrilla
- Saints Row
- Smackdown vs. Raw 2008
- Smackdown vs. Raw 2009
- Smackdown vs. Raw 2010
- Smackdown vs. Raw 2011
- Supreme Commander
- The Outfit
- Titan Quest: Deluxe Edition
- Titan Quest: Gold Ediotion
- Titan Quest: Immortal Throne
- UFC 2009 Undisputed
- UFC Undisputed 2010
- UFC Undisputed 3
- WWE '13

Waaronder ook spellen uit de Warhammer 40,000-serie:
- Warhammer 40,000: Dawn of War
- Warhammer 40,000: Dawn of War - Winter Assault
- Warhammer 40,000: Dawn of War - Dark Crusade
- Warhammer 40,000: Dawn of War II
- Warhammer 40,000: Dawn of War II Chaos Rising
- Warhammer 40,000: Squad Command
- Warhammer 40,000: Space Marine

## THQ Nordic
Na het faillissement van THQ verwierf Nordic Games onder andere de rechten op de handelsnaam van THQ. In 2016 veranderde Nordic Games z'n naam in THQ Nordic, waardoor de merknaam THQ voortleeft.